# Comuna Koșmanivka, Mașivka
Koșmanivka (în ucraineană Кошманівка) este o comună în raionul Mașivka, regiunea Poltava, Ucraina, formată din satele Bohdanivka, Koșmanivka (reședința) și Mîronivka.

## Demografie
Componența lingvistică a comunei Koșmanivka
     Ucraineană (95,5%)
     Rusă (3,87%)
     Alte limbi (0,62%)
Conform recensământului din 2001, majoritatea populației comunei Koșmanivka era vorbitoare de ucraineană (95,5%), existând în minoritate și vorbitori de rusă (3,87%).